# 고 (하나라)
고(皐)는 하나라의 15대 군주이다. 일설에는 걸의 아버지라고도 한다(사기 등에 있듯이 일반적으로 걸의 아버지는 발이라 되어 있다.).